# Genuino Firmino Vidal Capistrano
Genuino Firmino Vidal Capistrano (Desterro, 25 de setembro de 1846 — ?) foi um advogado, jornalista e político brasileiro.
Bacharel em direito pela Faculdade de Direito de São Paulo.
Filho de Vidal Pedro de Morais e de Miquelina Benedita Ferreira Capistrano.
Fundou o jornal "Opinião Catarinense", em Desterro, de 1874 a 1875.
Foi deputado à Assembleia Legislativa Provincial de Santa Catarina na 20ª legislatura (1874 — 1875), na 25ª legislatura (1884 — 1885), e na 27ª legislatura (1888 — 1889).